# Heinrich Stahl

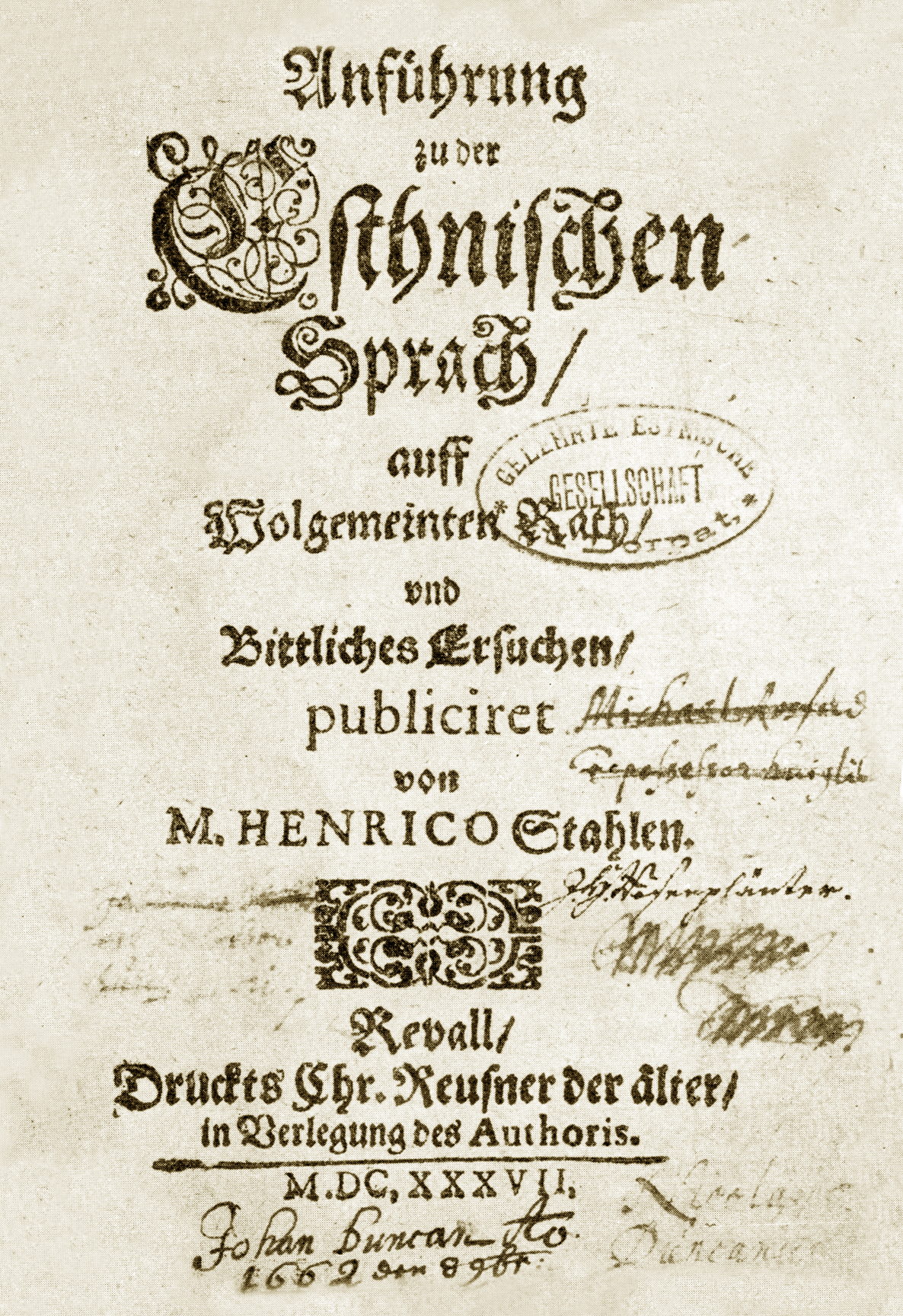
Az 1637-ben megjelent észt nyelvtan címlapja

Heinrich Stahl (Tallinn, 1598–1600 körül – Narva, 1657. április 17.) balti német prelátus, az első észt nyelvtan megalkotója.

## Élete
A mai Észtország területén tevékenykedett. 1617-ben lett a Rostocki Egyetem hallgatója, majd Greifswaldba ment. 1621-ben a Wittenbergi Egyetemen folytatta tanulmányait, amelyeket 1622-ben fejezett be. Az 1620-as években visszatért Észtországba, ahol előbb Järvamaa-ban majd Virumaa-ban tevékenykedett. 1638-ban a tallini Szűz Mária-templom prédikátorává, a konzisztórium rektorává és Harjumaa elöljárójává választották. Pestisben hunyt el.
Stahl működése előtt csupán néhány írott észt szöveg volt, ezért őt tekintik az írott észt nyelv megalapítójának. Helyesírása természetesen a németre, illetve kisebb részben a latinra épült, s nem mindenben alkalmas az észt nyelv leírására. E hibákat egy alapos reform orvosolta a 19. század közepén. Mivel Stahl az elődjeihez és utódjaihoz képest sok szöveget írt, amelyek közül sokat újra és újra kiadtak, nagy hatással volt az észt írás fejlődésére is.
Különösen fontos az 1637-ben megjelent nyelvtana, amely az észt nyelv első leírása. A munka egy tankönyv a külföldiek számára, mivel az evangélikus lelkészek, akiknek észt nyelven kellett volna prédikálniuk sok esetben nem észt származásúak voltak, ezért először a nyelvet kellett megtanulniuk. A kor szokásának megfelelően a nyelvtan a latin mintát követte, ezért az észt nyelv sajátságait nem ismeri. Stahl nyelvtanának másik sajátsága, hogy németül íródott, a szerző feltehetőleg kétségbe vonta kollégái latintudását, s a magyarázatokat németül írta meg, amelyről feltételezhette, hogy bárki megérti.
Egy könyvtörténeti forrás szerint ő a szerzője az 1630-ban Rigában megjelent Kurtze und einfältige Fragen, die Grund-Stücke des Christentums betreffend című munkának, amely német-észt párhuzamos szöveget tartalmazott. E munkát mindössze egyetlen mű, egy 1715-ben megjelent észt nyelvű Újszövetség előszava említi, mást nem tudunk róla, így feltehetőleg e munka sosem jelent meg.

## Munkái
- 1632 Hand und Hauszbuches für die Pfarherren, und Hauszväter Ehstnischen Fürstenthums Erster Theil… Riga: Gerhard Schröder
- 1637 Hand und Hauszbuches für die Pfarherren, und Hauszväter Ehstnischen Fürstenthums, Ander Theil… Revall: Christoff Reusner
- 1637 Anführung zu der Esthnischen Sprach. Revall: Chr. Reusner der älter
- 1638 Hand und Hauszbuches für die Pfarherren, und Hauszväter Ehstnischen Fürstenthums, Dritter Theil… Revall: Chr. Reusners Sel. Nachgelassener Widwen Drückerey
- 1638 Hand und Hauszbuches für die Pfarherren, und Hauszväter Ehstnischen Fürstenthums, Vierdter und Letzter Theil… Revall: Chr. Reusners Sel. Nachgelassener Widwen Drückerey
- 1641 Leyen Spiegel, Darinnen kürtzlich gezeiget wird, wie ein einfaltiger Christ… [Téli rész]. Revall: Heinrich Westphal
- 1649 Leyen Spiegel, Darinnen kürtzlich gezeiget wird, wie ein einfaltiger Christ… [Nyári rész]. Revall: Heinrich Westphal

## Fordítás
- Ez a szócikk részben vagy egészben  a   Heinrich Stahl (Pastor) című német Wikipédia-szócikk ezen változatának fordításán alapul.  Az eredeti cikk szerkesztőit annak laptörténete sorolja fel. Ez a jelzés csupán a megfogalmazás eredetét és a szerzői jogokat jelzi, nem szolgál a cikkben szereplő információk forrásmegjelöléseként.